# Jusheyhoea
Jusheyhoea – rodzaj widłonogów z rodziny Chondracanthidae. Rodzaj ten wprowadzili w 1985 roku César Villalba S. i Jacqueline Fernández Bargiela z Universidad de Concepción w Chile dla nowo opisanego przez siebie gatunku Jusheyhoea macrura.

## Podział systematyczny
Do rodzaju należą następujące gatunki:
- Jusheyhoea macrura Villalba & Fernandez, 1985
- Jusheyhoea moseri Kabata, 1991
- Jusheyhoea ryukyuensis Ho, 1994